# Peel Viking Minisport

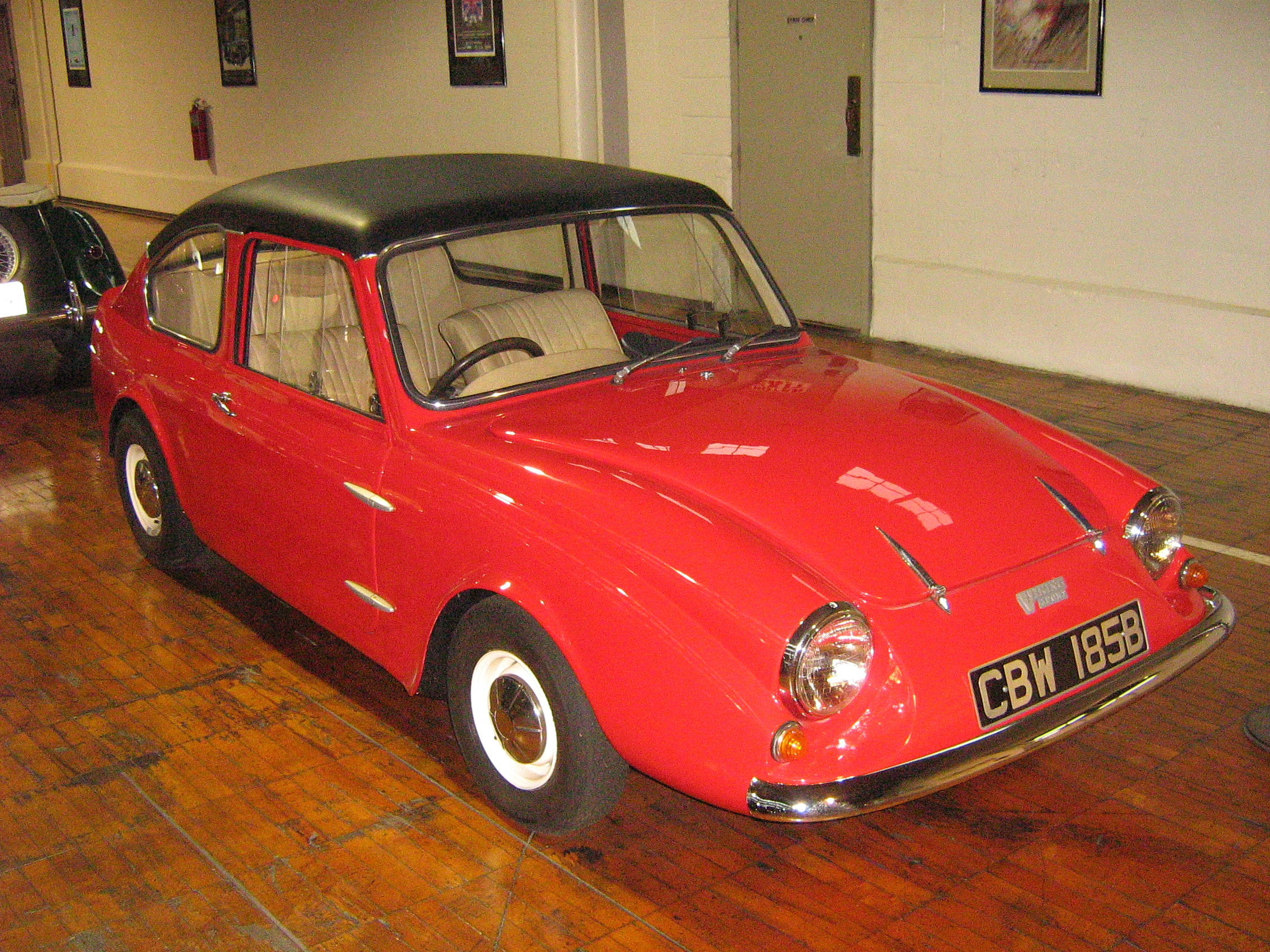
1964 Peel Viking

De Peel Viking Minisport was de derde en laatste poging van het automerk Peel Engineering LTD.
Het laatste model dat men maakte was een sportwagentje gebaseerd op de Mini. Het model, de Viking Minisport, was geen groot succes; er werden slechts twee gemaakt. Het Britse bedrijf Viking Performance nam de productie over en verkocht 25 kitcars.